# NGC 3564
NGC 3564 је лентикуларна галаксија у сазвежђу Кентаур која се налази на NGC листи објеката дубоког неба.
Деклинација објекта је - 37° 32' 54" а ректасцензија 11h 10m 36,2s. Привидна величина (магнитуда) објекта NGC 3564 износи 12,2 а фотографска магнитуда 13,2. Налази се на удаљености од 37,6000 милиона парсека од Сунца. NGC 3564 је још познат и под ознакама ESO 377-18, MCG -6-25-6, AM 1108-371, PGC 33923.